# Roser Rahola d'Espona
Roser Rahola d'Espona (Barcelona, 21 de setembre de 1914 - ibídem, 22 de gener de 2020), I baronessa de Perpinyà, fou una editora catalana, presidenta i fundadora de l'editorial Vicens Vives. El 1994 va rebre la Creu de Sant Jordi per la seva tasca d'elaboració de manuals pedagògics bàsics per a l'ensenyament de la cultura catalana.
Provinent de famílies burgeses d'origen empordanès (Rahola) i vigatà (Espona), era un dels set fills de l'advocat Baldiri Rahola i Llorens (1879-1959), cosí del membre de la Lliga Regionalista i ministre Pere Rahola i Molinas; dos dels seus germans foren els polítics Josep i Frederic Rahola. Va estudiar a la Universitat de Barcelona, on va conèixer el seu marit, l'historiador i professor seu, en Jaume Vicens Vives, el 1933, any en què també va participar en el Creuer universitari pel Mediterrani, que promogué la universitat espanyola en els anys de la República. No va poder acabar la carrera per culpa de la guerra; es va llicenciar finalment el 1951. A més a més, Rahola va col·laborar en l'edició del llibre: "Noms per a una història de l’edició a Catalunya". Del Gremi d’Editors de Catalunya, l'any 2001.
Roser Rahola i Jaume Vicens es varen casar en plena guerra civil, el 20 d'agost de 1937, amb una cerimònia civil al rectorat de la universitat oficiada pel Conseller de Justícia i rector de la universitat Pere Bosch i Gimpera. Fruit del matrimoni nasqueren els seus fills Pere, Roser, Anna, Adela i Albert.
En dia 9 d'abril de 2010 rebé el títol de baronessa de Perpinyà per reial decret 434/2010, concedit pel rei Joan Carles I el dia 8 d'abril, en reconeixement de la seva trajectòria com a empresària i continuadora de l'obra del seu marit, Jaume Vicens Vives.